# Johan 1. af Oldenburg
Johan 1. af Oldenburg (født ca. 1204, død ca. 1270) var regerende greve af Oldenburg fra 1251 til 1270.
Han var søn af grev Christian 2. af Oldenburg og Agnes af Altena-Isenberg.
Johan var gift med Richza af Hoya, datter af grev Henrik 2. af Hoya. De havde følgende børn:
- Heilwig, gift med grev Ekbert af Tecklenburg-Bentheim
- Christian 3. (ca. 1250–1285), greve af Oldenburg
- Moritz (død 1319), præst i Wildeshausen
- Otto 2. (død 1304), greve af Oldenburg og Delmenhorst

## Literatur
- Schmidt, Heinrich (1992). "Johann I.".  I Friedl, Hans; Günther, Wolfgang; Günther-Arndt, Hilke; Schmidt, Heinrich (red.). Biographisches Handbuch zur Geschichte des Landes Oldenburg (tysk). Oldenburg: Isensee Verlag. s. 357. ISBN 3-89442-135-5.